# Flaga Wyspy Świętej Heleny, Wyspy Wniebowstąpienia i Tristan da Cunha

Flaga Wyspy Świętej Heleny.

Flaga Wyspy Wniebowstąpienia.

Flaga Tristan da Cunha.

Flagę Wyspy Świętej Heleny, Wyspy Wniebowstąpienia i Tristan da Cunha stanowi flaga, będąca zarazem symbolem indywidualnym Wyspy Świętej Heleny. Każda z trzech jednostek administracyjnych posługuje się jednak swoją własną flagą:
- Flaga Wyspy Świętej Heleny, oficjalnie przyjęta w 1984 roku[2];
- Flaga Tristan da Cunha, ustanowiona w 2002 roku[5];
- Flaga Wyspy Wniebowstąpienia, przyjęta 11 maja 2013[6][7].